# Buldana
|  | Per a altres significats, vegeu «Districte de Buldana». |

Buldana (o Buldhana o Bulthana) és una ciutat i municipalitat de Maharashtra, Índia, al districte de Bultana, del que és capital. La població al cens del 2001 era de 62.979 habitants (el 1901 eren 4.137 habitants). Fou declarada municipalitat el 1893.